# Cacciamali
La société Cacciamali S.p.A. était un petit constructeur d'autobus italien créé par les frères Angelo et Sergio Cacciamali en 1974 à Mairano dans la province de Brescia, entre Milan et Venise, dans le nord de l'Italie.  

## Histoire
En 1974, les deux frères Cacciamali, Angelo et Sergio, travaillent dans un petit atelier à Mairano, dans la province de Brescia en sous-traitance pour des carrosseries industrielles locales pour peindre les cabines des camions OM et pour le carrossier Ruggeri de Montichiari pour monter les panneaux de carrosserie des autobus et les peindre.
Les premiers véhicules produits par la société sont réalisés en 1980. Ce furent un magasin ambulant construit sur le châssis d'un fourgon et un midibus de ramassage scolaire, tous deux réalisés sur la base d'un Iveco Eurocargo avec la marque Cacciamali.
À partir des années 1980, Cacciamali travaille à la production de véhicules exclusivement sur châssis IVECO. Pendant les dix années qui suivent, la société augmente considérablement sa notoriété notamment grâce aux autobus scolaires. Rapidement, elle connait une forte demande sur les marchés étrangers avec sa large gamme de bus scolaires. Au début des années 1990, elle rachète son concurrent de Brescia, la  Portesi, spécialisé dans la construction de carrosseries d'autobus et autocars. Ce rachat ouvre la voie à différents projets, dont celui de l'Albatros, un bus touristique construit sur un châssis IVECO 370 et celui du Civibus, à partir duquel sera ensuite développé le TCM 890.
À partir de 1994, des modèles IVECO-Cacciamali sont produits sous licence par le constructeur polonais Kapena. L'année 1998 marque une étape importante pour l'entreprise avec le lancement d'un nouveau modèle très novateur, à structure portante, le Cacciamali TCM 105 qui deviendra plus tard l’Iveco 200 Europolis. Véhicule de transport urbain de taille midibus, construit sur une base IVECO, qui plait beaucoup à la direction du groupe IVECO au point d'en acheter les brevets. L’Europolis est alors distribué sur tous les marchés mondiaux par le réseau IVECO Bus bien que la fabrication reste assurée par Cacciamali. 
En 2000, Cacciamali rachète le constructeur d'autobus et de camions polonais Kapena implantée à Słupsk, petite ville située à 120 km de Gdańsk. Cette usine appartenait au constructeur suédois Scania qui la rachètera quatre ans plus tard après que Cacciamali l'ait beaucoup modernisée. Le constructeur Kapena, devenu filiale de Cacciamali, s'est transféré dans une nouvelle usine plus fonctionnelle.
Victimes de la crise des commandes du secteur des transports sur route, l'usine et le siège social Cacciamali de Mairano subissent une profonde restructuration. Afin de mieux rationaliser l'outil industriel, la production d'autobus est complètement concentrée sur un nouveau site inauguré en 2006.
Depuis sa création, la société a toujours fabriqué ses propres carrosseries pour les véhicules de transport de personnes, autobus urbains ou de tourisme, en version minibus et midibus. Elle s'est aussi spécialisée dans les autobus pour accueillir des personnes handicapées à mobilité réduite.
L'usine de fabrication des productions Cacciamali se trouve à Mairano, petite bourgade de la province de Brescia, qui a occupé jusqu'à 206 salariés jusqu'en 2010, date de sa mise en liquidation judiciaire.
La société a rarement réalisé des véhicules complets. Elle préférait utiliser une base fiable et produite en grande série afin de simplifier la maintenance et de pouvoir disposer, à moindre coût, des pièces mécaniques d'usure. Elle a quasiment toujours utilisé des châssis et composants mécaniques (moteurs et boîtes de vitesses) Fiat V.I. puis IVECO.
Ses principaux produits ont été des autobus de ramassage scolaire des enfants des classes maternelles et primaires. On lui doit aussi les petits autobus urbains diesel, électriques et hybrides lancés en 1998, le TCM 890 Civibus, puis le TCM 105 devenu ensuite IVECO 200 Europolis et rebaptisé Irisbus en 2008, dans les versions 7,90 et 9,20 mètres. La société a lancé la fabrication des nouveaux Proxys GT (26 places) et Proway ligne (36 places) sur la base Iveco 100E22 équipés d'un moteur IVECO Tector 6 de 217 Ch dont 200 exemplaires ont été produits en 2008.
La société a lancé également en 2008, sa dernière production en matière de véhicule de ramassage scolaire avec le Urby Euro 4, à plancher extra bas, construit sur la base de l'IVECO 65C18 en version diesel ou CNG. Cacciamali a également lancé le nouveau Thesi, minibus de grand tourisme avec des prestations luxueuses, construit sur la base IVECO 65C18.
Après la grave crise de la demande de véhicules neufs qui a sévi en Italie et en Europe dès 1970/80 et qui a été fatale à beaucoup de petites entreprises de carrosseries industrielles, à partir de 2006, la société a dû faire face à des difficultés financières. À cela s'est ajouté la décision d'IVECO de fermer son usine de Valle Ufita et de transférer ses productions à Annonay et surtout en République Tchèque.

## Les modèles Cacciamali
- Civibus
- TCM 890
- TCN 105
- TCI 9.71
- TCI 9.72
- TCI 105
- TCC 635 ELFO
- TCC 635 Grifone
- TCC 685 Grifone
- TCC 690
- Tema
- Eurocargo
- Europolis
- Urby
- Thesi (1997-2006)
- TCI 9.70
- TCI 840 GT
- Proxyx
- Proway
- TCI 7.75